# Lissonotus equestris
Lissonotus equestris là một loài bọ cánh cứng trong họ Cerambycidae.